# دايفيد إيبارا مونيوث
دايفيد إيبارا مونيوث (بالإسبانية: David Ibarra Muñoz)‏ هو اقتصادي مكسيكي، ولد في 14 يناير 1930 في مدينة كيريتارو في المكسيك.